# Ash My Love
Ash My Love ist ein österreichisches Duo. 

## Bandgeschichte
Ash My Love gründeten sich 2012 in Wien. Das Duo besteht aus Andreas Dauböck (Fußschlagzeug, Gitarre, Gesang) und Ursula Winterauer (Gesang, Bass). 2012 erschien ihre erste Single The Lobbyist. 2013 folgte die EP Heart.
2014 erschien das erste Album Honeymoon Blues über Noise Appeal Records. Die Band spielte das Album innerhalb von nur drei Tagen ein. Das Cover ziert einen Totenkopf sowie eine Zeichnung von Robert Johnson. Das Album erschien als CD, digital sowie als auf 100 Stück limitierte LP in Gold. Im Jahr 2015 war die Band für den FM4 Award, der im Rahmen der Amadeus Austrian Music Award verliehen wird, nominiert.
2017 erschien das zweite Album Money. Auf dem Cover ist diesmal Robert Mitchum als Harry Powell aus dem Film Die Nacht des Jägers zu sehen. Die Band spielte 2017 auf dem Popfest in Wien.

## Stil
Der musikalische Stil lässt sich am ehesten mit Bluespunk beschreiben. das heißt, es handelt sich um einen Mix aus traditionellem, eher dreckigen und verzerrten Blues und Elementen des Garage Rock. Die Musik ist vor allem Lo-Fi gehalten.
Die Texte behandeln vornehmlich Themen wie Vergänglichkeit, Tod und Liebe. Das zweite Album erinnert in gewisser Weise an ein Drehbuch oder einen Roadtrip und operiert mit den Themen Tod, Hass und Religiosität.

## Diskografie

### Alben
- 2014: Honeymoon Blues (Noise Appeal Records)
- 2017: Money (Noise Appeal Records)

### Singles und EPs
- 2012: The Lobbyist (Single; Pumpkin Records)
- 2013: Heart (EP; Trost Records / The Vinyl Heart Club Records)
- 2015: Ash My Love / Bulbul (Split 7"; Noise Appeal Records / Rock Is Hell)